# 琉球育英会
琉球育英会（りゅうきゅういくえいかい）は、琉球育英会法（1952年立法第35号）に基づく琉球政府管轄の特殊法人で、国費・自費沖縄学生制度による学生の募集・選抜や奨学金の支給などを目的としていた。

琉球政府文教局内に本部を置き、東京・大阪・福岡に事務所を置いた。

復帰直前に、沖縄県育英会（現在の沖縄県国際交流・人材育成財団）に業務移管した。

## 沿革
- 1952年9月22日　琉球育英会法が公布される。
- 1953年3月1日　琉球育英会発足。
- 1955年10月14日　自費学生制度が新設される。
- 1961年9月25日　日本政府より琉球政府へ育英資金2000万円が贈呈される。
- 1968年5月9日　育英会館が完成する。

## 事業一覧
- 国費・自費沖縄学生への支援業務
- 奨学金支給業務
- 学生寮の運営
- 本土在学学生に対する指導
- 卒業生の就職斡旋